# Профессиональная хоккейная лига (Украина)
Ассоциация Профессиональная хоккейная лига (укр. Професіональна хокейна ліга) — объединение профессиональных хоккейных клубов Украины. Организация занимается вопросами организации национального чемпионата, а также популяризации хоккея с шайбой на территории Украины. Основана 25 июля 2011 года. Официальным языком является украинский язык, в целях популяризации и в повседневной работе используется русский язык.
Ассоциация ПХЛ возникла в 2011 году в результате реструктуризации хоккейной лиги. С 2013 года национальной федерацией была лишена права организации чемпионата Украины.

## Учредители
Ассоциация Профессиональная хоккейная лига была зарегистрирована как юридическое лицо Шевченковской районной в г.Киеве государственной администрацией 29 сентября 2011 года (идентификационный код организации 37853403, запись в Едином государственном реестре № 1 074 102 0000 040686).

Юридический адрес:  Украина, Киев, ул. Мельникова, 46. Тел. +380442347001

Руководитель: Загородний, Юрий Иванович

Учредители:
- Общество с ограниченной ответственностью "Хоккейный клуб «БЕРКУТ»" (Киев)
- Общество с ограниченной ответственностью "Хоккейный клуб «ВИННИЦКИЕ ГАЙДАМАКИ»" (Винница)
- Общество с ограниченной ответственностью "Хоккейный клуб «ДОНБАСС»" (Донецк)
- Общественная организация "Хоккейный клуб «КОМПАНЬОН»" (Киев)
- Общество с ограниченной ответственностью "Хоккейный клуб «СОКОЛ КИЕВ»" (Киев)
- Общество с ограниченной ответственностью "Хоккейный клуб «ХАРЬКОВСКИЕ АКУЛЫ»" (Харьков)
- Общество с ограниченной ответственностью "Хоккейный клуб «ЛЬВЫ»" (Львов)
- Общественная организация "Хоккейно-спортивный клуб «БЕЛЫЙ БАРС»" (Киевская обл., Броварской р-н)

## Создание
25 июля 2011 года на учредительном собрании в Киеве было принято решение о создании Объединения хоккейных клубов «Профессиональная хоккейная Лига» (ПХЛ). В заседании приняли участие известные украинские хоккеисты, тренеры, представители Федерации хоккея Украины, представители власти и уполномоченные представители клубов.
В результате дискуссий было принято решение, что первоочередное право стать учредителями лиги получили клубы имевшие профессиональный статус: ХК «Сокол» (Киев) и ХК «Донбасс» (Донецк). Также основателями лиги становились клубы, которые закончили минувший сезон (за исключением снявшегося в ходе турнира киевского ХК «Подол»), независимо от того, какая у них юридическая регистрация. Кроме вышеупомянутых ХК «Сокол» и ХК «Донбасс», членами ПХЛ становились киевский ХК «Компаньон», броварской ХК «Белый Барс», ХК «Харьков» и ХК «Вороны» (Сумы). Однако, ХК «Харьков» на момент собрания еще не предоставил необходимых документов. Дополнительное право получили новые клубы, изъявившие намерение участвовать в национальном чемпионате и успевшие получить статус профессионального клуба: киевский «Беркут», «Цунами» из Ивано-Франковска, «Харьковские акулы» и львовский «ЛАЗ». Кроме всех вышеперечисленных, ожидалось включение в лигу киевского «Авангарда» и винницких «Гайдамаков».
На собрании был утвержден Устав ПХЛ, избран наблюдательный совет, куда вошли: 
- Анатолий Брезвин — президент ФХУ
- Вадим Сысюк — заместитель Председателя Государственной службы молодежи и спорта Украины
- Михаил Воробьев — профессор НУФВСУ, заслуженный тренер Украины
- Дмитрий Христич — экс-хоккеист сборной СССР и Украины
- Алексей Богинов — заслуженный тренер Украины

Генеральным директором ПХЛ избран Юрий Загородный.

## Деятельность

### Сезон 2011/2012
Договора с ПХЛ на участие в турнире заключили 8 команд. Сроки проведения турнира были определены с 15 сентября 2012 года по 25 марта 2013 года.
| Участники чемпионата Украины по хоккею с шайбой сезона 2011/2012 | Участники чемпионата Украины по хоккею с шайбой сезона 2011/2012 | Участники чемпионата Украины по хоккею с шайбой сезона 2011/2012 | Участники чемпионата Украины по хоккею с шайбой сезона 2011/2012 |
| Клуб                                                             | Город                                                            | Арена                                                            | Вместимость, чел.                                                |
| ---------------------------------------------------------------- | ---------------------------------------------------------------- | ---------------------------------------------------------------- | ---------------------------------------------------------------- |
| ХК «Белый Барс»                                                  | Бровары                                                          | ЛА «Терминал»                                                    | 1500                                                             |
| ХК «Беркут»                                                      | Киев                                                             | Дворец спорта                                                    | 6800                                                             |
| ХК «Винницкие гайдамаки»                                         | Винница                                                          | ЛК «Айс Авеню»                                                   | 438                                                              |
| ХК «Донбасс-2»                                                   | Донецк                                                           | ЛК «Лидер»                                                       | 500                                                              |
| ХК «Компаньон»                                                   | Киев                                                             | СК «АТЭК»                                                        | 500                                                              |
| ХК «Львы»                                                        | Львов                                                            | Ледовый дворец                                                   | 582                                                              |
| ХК «Сокол»                                                       | Киев                                                             | Дворец спорта                                                    | 6800                                                             |
| ХК «Харьковские акулы»                                           | Харьков                                                          | ЛК «Салтовский лёд»                                              | 350                                                              |

### Сезон 2012/2013
Договора с ПХЛ на участие в турнире заключили 7 команд. Сроки проведения турнира были определены с 11 сентября 2012 года по 25 марта 2013 года. В текущем розыгрыше был изменен регламент проведения соревнования. Основным отличием стало проведение спаренных матчей регулярного чемпионата, который проходил в два этапа. По итогам первого этапа 6 лучших команд играли в двух подгруппах для определения полуфиналистов плей-офф раунда.
| Участники чемпионата Украины по хоккею с шайбой сезона 2012/2013 | Участники чемпионата Украины по хоккею с шайбой сезона 2012/2013 | Участники чемпионата Украины по хоккею с шайбой сезона 2012/2013 | Участники чемпионата Украины по хоккею с шайбой сезона 2012/2013 |
| Клуб                                                             | Город                                                            | Арена                                                            | Вместимость, чел.                                                |
| ---------------------------------------------------------------- | ---------------------------------------------------------------- | ---------------------------------------------------------------- | ---------------------------------------------------------------- |
| ХК «Белый Барс»                                                  | Белая Церковь                                                    | ЛА «Белый Барс»                                                  | 450                                                              |
| ХК «Беркут»                                                      | Киев                                                             | Дворец спорта                                                    | 6800                                                             |
| ХК «Динамо»                                                      | Харьков                                                          | ЛК «Салтовский лёд»                                              | 350                                                              |
| ХК «Донбасс-2»                                                   | Донецк                                                           | ЛК «Лидер»                                                       | 500                                                              |
| ХК «Компаньон»                                                   | Киев                                                             | СК «АТЭК»                                                        | 500                                                              |
| ХК «Львы»                                                        | Львов                                                            | Ледовый дворец                                                   | 582                                                              |
| ХК «Сокол»                                                       | Киев                                                             | Дворец спорта                                                    | 6800                                                             |

В качестве резервной арены для команд ХК «Беркут» и ХК «Сокол» заявлена ледовая арена в ТРЦ «Терминал» в Броварах вместимостью 1500 зрителей.
Из-за несоответствия заявки требованиям лиги было отказано в участии ХК «Винницкие гайдамаки».
Киевский «Беркут» был снят после первого этапа из-за невыполнения в установленные сроки финансовых требований Наблюдательного совета ПХЛ.

### Сезон 2013/2014
В сезоне 2013/2014 годов должен был состояться третий розыгрыш чемпионата Украины по хоккею с шайбой под эгидой ПХЛ. Во время общего собрания клубов ПХЛ, 17 июля 2013 года, своё участие в чемпионате подтвердили пять клубов. Сроки проведения турнира были определены с конца сентября до конца марта следующего года.
| Участники чемпионата Украины по хоккею с шайбой сезона 2013/2014 | Участники чемпионата Украины по хоккею с шайбой сезона 2013/2014 | Участники чемпионата Украины по хоккею с шайбой сезона 2013/2014 | Участники чемпионата Украины по хоккею с шайбой сезона 2013/2014 |
| Клуб                                                             | Город                                                            | Арена                                                            | Вместимость, чел.                                                |
| ---------------------------------------------------------------- | ---------------------------------------------------------------- | ---------------------------------------------------------------- | ---------------------------------------------------------------- |
| ХК «Белый Барс»                                                  | Белая Церковь                                                    | ЛА «Белый Барс»                                                  | 450                                                              |
| ХК «Винницкие гайдамаки»                                         | Винница                                                          | ЛК «Айс Авеню»                                                   | 438                                                              |
| ХК «Компаньон»                                                   | Киев                                                             | СК «АТЭК»                                                        | 500                                                              |
| ХК «Патриот»                                                     | Винница                                                          | ЛК «Ледовый клуб»                                                | 582                                                              |
| ХК «Сокол»                                                       | Киев                                                             | Дворец спорта                                                    | 6800                                                             |

До последнего момента оставалось невыясненным участие в турнире харьковского «Динамо» и львовских «Львов». Также рассматривалась возможность потенциального участия команд из Ивано-Франковска и Луганска.
Однозначно о своем неучастии заявил снятый с прошлогоднего турнира за нарушение финансовой дисциплины киевский «Беркут».

## Приостановка проекта
В 2013 году в связи с рядом скандалов в прошедшем сезоне лига лишилась титульного спонсора. На вышеупомянутом собрании, 17 июля 2013 года, была принята отставка Юрия Загороднего, заявление о которой было написано еще в конце мая. Исполняющим обязанности ген. директора лиги был назначен Юрий Говоруха. Однако, проведение третьего по счету турнира под эгидой ПХЛ всё же оказалось под угрозой.
1 октября 2013 года стало известно, что проведение очередного чемпионата под эгидой ПХЛ не будет. Лига не смогла организовать шесть клубов для проведения турнира, как того требуют правила Международной федерация хоккея с шайбой. Клубные национальные соревнования среди профессиональных команд должны насчитывать как минимум шесть потенциальных претендентов на награды. Обязанности организатора XXII чемпионата Украины по хоккею с шайбой в экстренном порядке взяла на себя национальная федерация.